# Philippe Le Sueur Mourant
Pour les articles homonymes, voir Lesueur.
Philippe Le Sueur Mourant (Ph'lippe L'Sueux Mouothant en normand), né en 1848 à Jersey et mort le 21 août 1918, est un écrivain et journaliste de langue jersiaise et normande.

## Biographie
D’une vieille famille de la paroisse de Saint-Sauveur, Philippe Le Sueur Mourant revint, après avoir travaillé à Terre-Neuve et à Lorient, s’établir à Jersey en 1880.
Il écrivait en jersiais sous le nom de Bram Bilo dans la Nouvelle Chronique de Jersey ainsi qu’en français sous le nom de Samuel dans la Chronique de Jersey des séries d’articles relatant les aventures de personnages typiquement jersiais, tout d’abord des campagnards puis, à partir de 1911, des Jersiais naïfs en ville face à l’anglicisation croissante de la société. Ses sujets montrent un auteur qui avait bien assimilé la condition humaine avec toutes ses affectations, ses fautes et ses comédies dans la vie des familles.
Ayant « tué » son premier grand personnage, Bram Bilo, il inventa la famille Pain dont il commence les aventures en 1911 dans le Morning News puis dans la Gâzette du Sé (Jersey Evening Post).

## références
1. ↑  Catherine Bougy 2010, p. 135.